# Louisville Open 1975
Il Louisville Open 1975 è stato un torneo di tennis giocato sulla terra verde. È stata la 6ª edizione del torneo, che fa parte del Commercial Union Assurance Grand Prix 1975. Si è giocato a Louisville negli Stati Uniti dal 28 luglio al 5 agosto 1975.

## Campioni

### Singolare maschile
Guillermo Vilas ha battuto in finale  Ilie Năstase con il punteggio di 6–4, 6–3

### Doppio maschile
Wojciech Fibak e  Guillermo Vilas con  Anand Amritraj e  Vijay Amritraj non hanno disputato la finale